# Choondiko
Choondiko (en ourdou : چونڈکو) est une ville pakistanaise située dans le district de Khairpur, dans le nord de la province du Sind. C'est la quatrième plus grande ville du district. Elle est située à moins de 100 kilomètres au sud-est de Sukkur.
La population de la ville compte 38 641 habitants selon le recensement de 2017, alors que la ville est pour la première fois considérée comme une unité urbaine par les autorités. Selon le recensement de 2023, la population de la ville monte à 40 305 habitants.